# Démence vasculaire
 Mise en garde médicale
La démence vasculaire est un trouble qui peut être causé par une occlusion des artères cérébrales, par la perte de tissu cérébral consécutive à de multiples petits accidents vasculaires cérébraux (AVC) parsemés dans le cerveau ou à un accident ischémique constitué, par une angiopathie amyloïde ou encore par la maladie de Binswanger qui consiste en apparition des lésions de la substance blanche sous-corticale induites par une hypertension artérielle. Cet état engendre toutes sortes de symptômes cognitifs y compris des troubles de mémoire,.